# Endeodes insularis
Endeodes insularis är en skalbaggsart som beskrevs av Richard Eliot Blackwelder 1932. Endeodes insularis ingår i släktet Endeodes och familjen borstbaggar. Inga underarter finns listade i Catalogue of Life.